# Teardrops on My Guitar
Teardrops On My Guitar är den andra singeln av den amerikanska country-popsångerskan Taylor Swift. Låten handlar om en tjej som är hemligt förälskad i en kille som heter Drew, men Drew är intresserad av en annan tjej. Swift berättar att låten handlar om att älska någon och att vilja få denne att älska dig tillbaka. I en bakomkulisserna-video berättar Taylor att låten skrevs om en klasskamrat, som hon hade dessa känslor för.
I Storbritannien släpptes låten som den andra singeln från hennes första album i landet, Fearless, den 1 juni 2009.

## Detaljer om låten
Låten handlar om en pojke vid namn Drew som Taylor var vän med i high school. Han förstod aldrig hur mycket hon tyckte om honom. I juni 2008 berättade för Taylor Seventeen Magazine den sanna historien bakom hennes låt:
| ”              | Han var en kille som jag träffade första året på gymnasiet. Han hade de vackraste ögonen jag sett och ett fantastiskt leende. Han var så söt och trevlig och pratade med mig varje dag... om hans flickvän! Och jag bara tänkte: "Varför är jag så osynlig för honom? Varför måste han ha en flickvän?" Jag berättade aldrig för honom att jag tyckte om honom, men jag skrev en låt om honom med hans namn i – så jag tror att han vet nu. | „ |
| – Taylor Swift | |   |

## Listplaceringar
Låten debuterade som nummer 93 på Billboard Hot 100 den 24 mars 2007.
En ny remix av låten – med en trumloop tillagd istället för banjon, och med raden "I laugh 'cause it's so damn funny" som ändrats till "I laugh 'cause it's just so funny" – släpptes till Topp 40-listor och Adult Contemporary Radio i oktober 2007.
| Singellista (2007-2008)                      | Topplacering |
| -------------------------------------------- | ------------ |
| U.S. Billboard Hot Country Songs             | 2            |
| U.S. Billboard Hot 100                       | 13           |
| U.S. Billboard Pop 100                       | 11           |
| U.S. Billboard Hot Adult Contemporary Tracks | 5            |
| U.S. Billboard Hot Adult Top 40 Tracks       | 5            |
| U.S. Billboard Top Hot 100 Hits of 2007      | 89           |
| U.S. Billboard Top Hot 100 Hits of 2008      | 48           |
| Canadian Radio & Records Country Singles     | 6            |
| Canadian Hot 100                             | 45           |
| Canadian Radio & Records Adult Contemporary  | 21           |
| Listplaceringar (2009)                       | Topplacering |
| UK Singles Chart                             | 51           |